# Mezquita al-Aqmar
La mezquita al-Aqmar (en árabe: الجامع الأقمر‎, romanizado: Al-jāmi‘ al-Aqmar, lit. 'mezquita iluminada por la luna'), es uno de los santuarios islámicos más antiguos de la ciudad de El Cairo, capital de la República de Egipto. Fue construida como una mezquita de barrio por el visir al-Ma'mun al-Bata'ihi en 1125-1126 (519 Hégira) bajo el califato de Al-Amir Bi-Ahkamillah, décimo califa fatimí . De manera similar a la mezquita de al-Azhar (970) y la mezquita al-Hakim (990-1013), anteriormente llamada al-Anwar, el nombre de la mezquita al-Aqmar es un epíteto del patrón en relación con la luz.
La mezquita está situada en lo que alguna vez fue la avenida principal y el corazón ceremonial de El Cairo, en las inmediaciones de los palacios califales fatimíes, conocida hoy como calle Al-Muizz. Es una de las primeras mezquitas de la ciudad en integrar una fachada siguiendo la alineación de la calle, en contraposición a la planta tradicional marcada por una fachada paralela a la qibla. 

## Historia

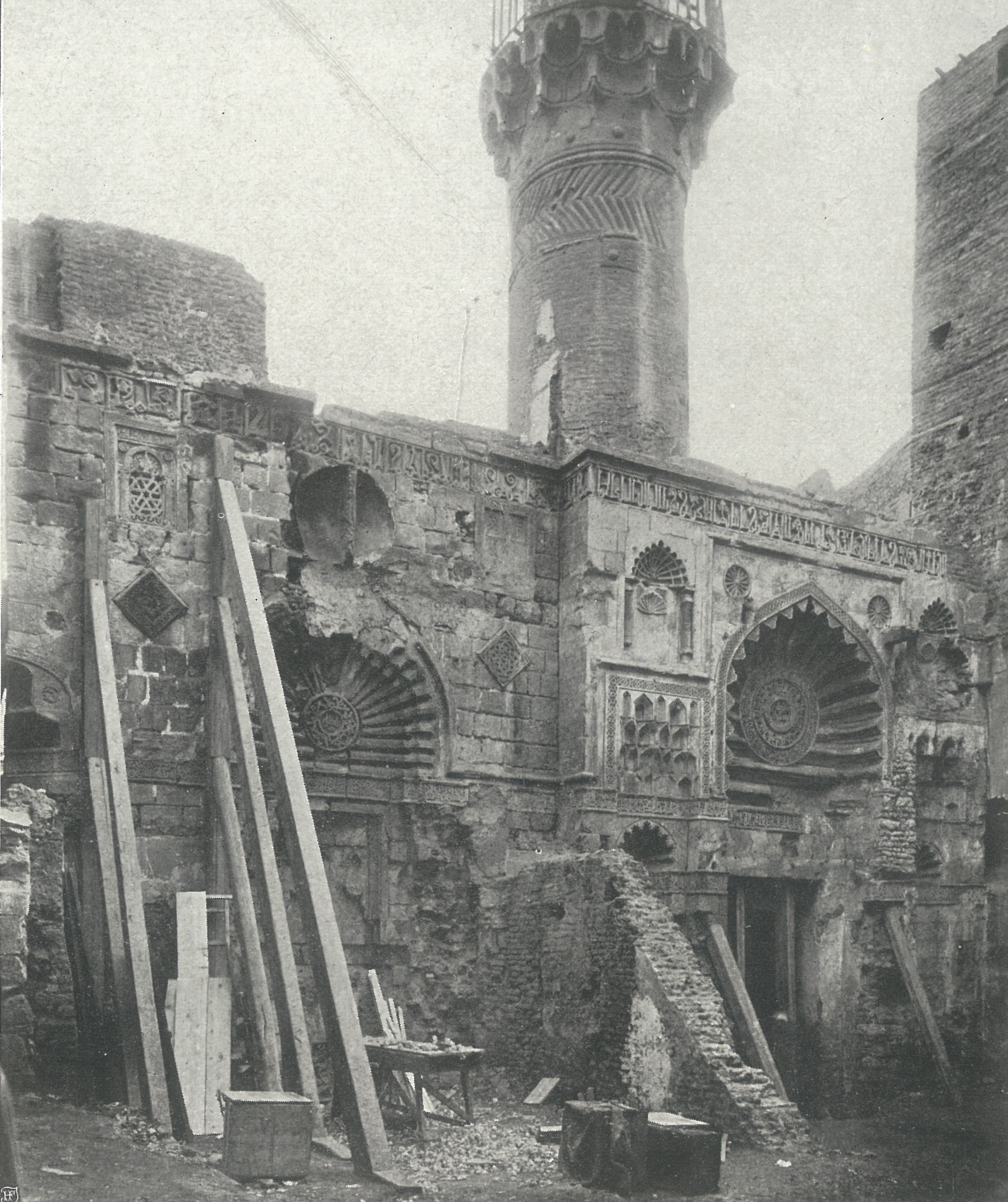
La mezquita en 1906, antes de las restauraciones modernas (faltaba la mitad derecha de la fachada)

La mezquita fue construida por el visir fatimí al-Ma'mun al-Bata'ihi, quien ocupó este cargo desde 1121 hasta 1125 bajo el mando del califa al-Amir. Sirvió durante un período de gran crisis política y espiritual para el califato fatimí, poco después de la repentina incursión de la Primera Cruzada. Inició una serie de reformas y revivió los aspectos ceremoniales del califato, tanto en la corte como en público. También realizó otras construcciones y renovaciones dentro de los grandes palacios fatimíes. Fue arrestado poco después de completar la mezquita en 1125 y fue ejecutado 3 años después. : 37 Había crecido en la pobreza después de la muerte de su padre y, antes de ser contratado por el visir al-Afdal (su predecesor), había estado trabajando en trabajos de baja categoría que, según los informes, incluían el aprendizaje de habilidades para la construcción. Esta primera experiencia puede haber alentado sus posteriores logros arquitectónicos.
La mezquita de al-Aqmar fue construida en la esquina noreste del Gran Palacio Fatimí oriental, y puede haber servido tanto al vecindario como a los habitantes del palacio. Su adyacencia al palacio puede haber sido una de las razones por las que no contaba con un minarete; para evitar que cualquiera que suba al minarete mire hacia los palacios del califa.
El emir mameluco Yalbugha al-Salimi restauró la mezquita en 1393 o 1397 y añadió un minarete (que se derrumbó en 1412 y luego fue restaurado) así como puestos de venta a la derecha de la entrada. Al-Salimi también restauró o reemplazó el minbar, el mihrab y el área de abluciones.
En 1993, la mezquita fue renovada en gran medida por los Bohras Daudíes. Esto incluyó el reemplazo del mihrab de al-Salimi por un nuevo mihrab de mármol y la reconstrucción de la mitad sur de la fachada exterior replicando la mitad norte preservada. Esta renovación ha sido criticada por sacrificar algunos elementos históricos de la mezquita, especialmente en su interior.

## Arquitectura
La mezquita ha sido llamada como "seminal" en la historia arquitectónica de El Cairo. Es significativa por dos características en particular: la decoración de su fachada y el diseño de su planta.

### Planta y distribución
La mezquita de al-Aqmar el primer edificio en El Cairo con un ajuste a la alineación de la calle. El plan de la mezquita de al-Aqmar es hipóstilo con tres vanos en el lado de la alquibla y uno más  alrededor del patio cuadrado. En el patio, una franja de inscripciones cúficas sencillas con un fondo florido corre alrededor de arcos de cuatro centros. La novedad de la planta radica en la alineación de la fachada con la calle en contraste con su espacio interior, que permanece orientado hacia la alquibla. Para adaptarse a esta diferencia de ángulo y al mismo tiempo mantener la simetría interna, la edificación utiliza variaciones en el espesor de la pared. Aquí, la alineación de las calles comienza a jugar un papel fundamental porque la calle al-Muizz, anteriormente conocida como Qasaba, se había convertido en la avenida más importante de la ciudad vieja y la fachada de la mezquita tenía que estar en armonía con los palacios califales fatimíes adyacentes.

### Características de la decoración de la fachada

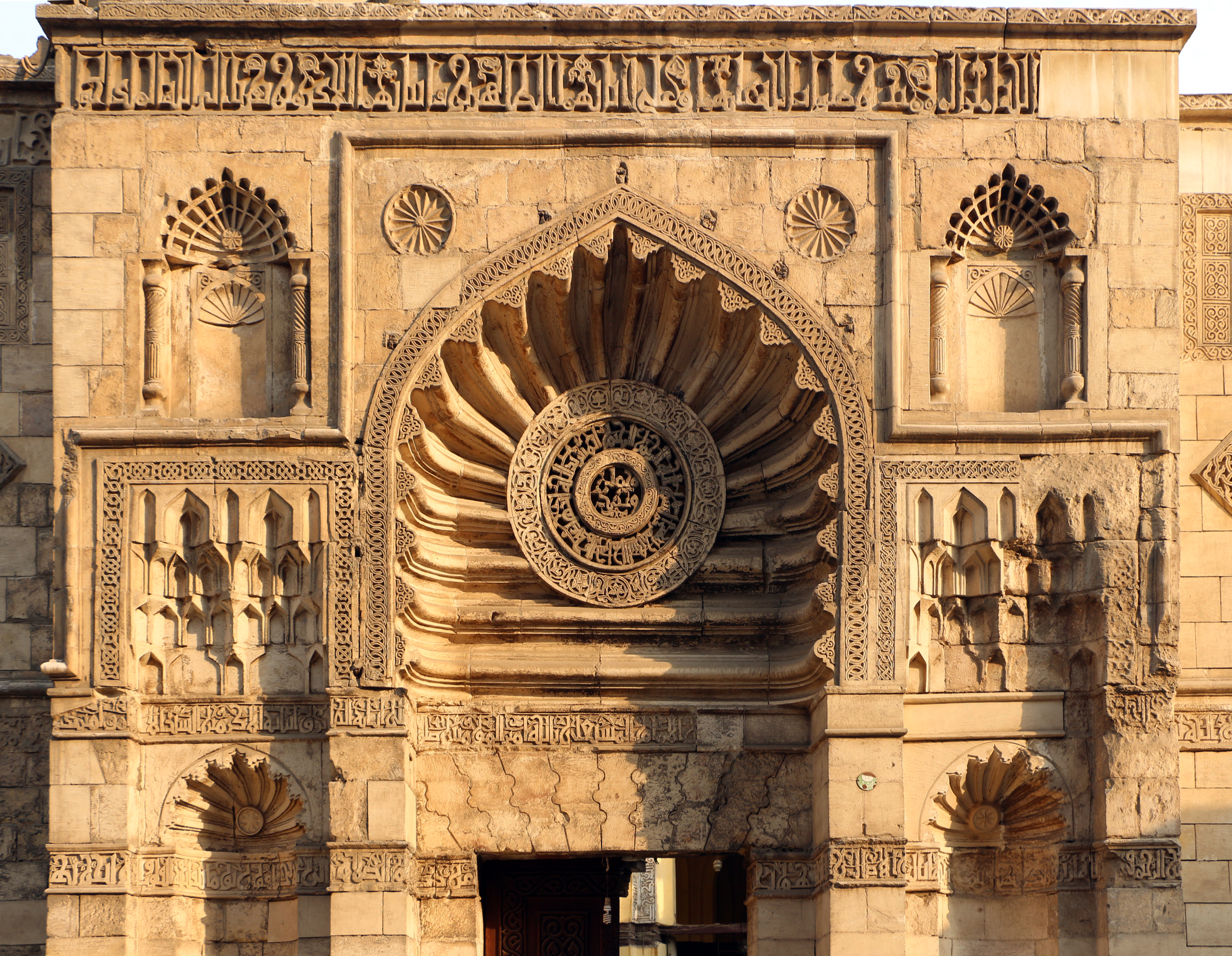
Fachada de la mezquita (parte central). En la parte superior se pueden ver los restos de la inscripción de la fundación.

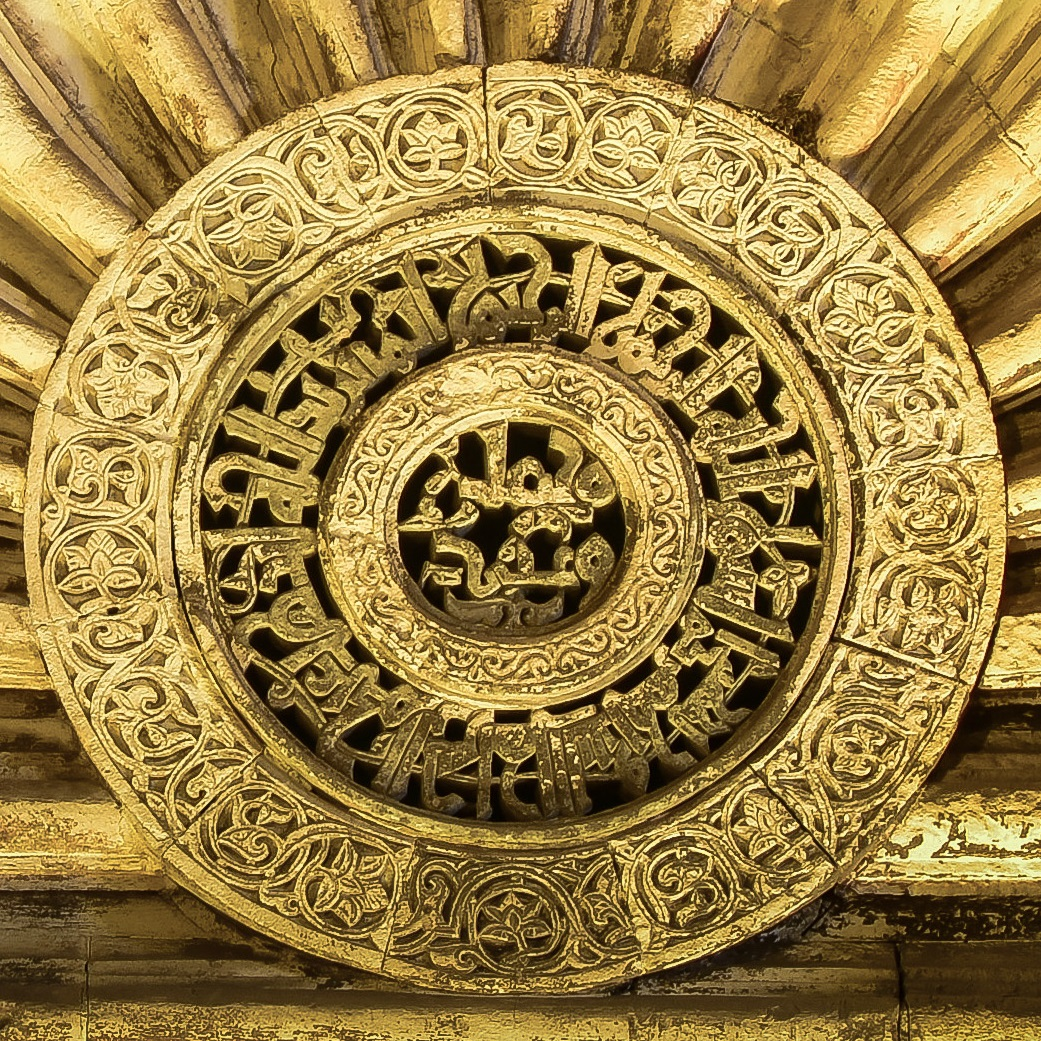
Medallón perforado compuesto por inscripciones, en el centro de la fachada, encima de la entrada.

La mezquita de al-Aqmar fue la primera en tener una decoración lujosa en toda la fachada. Los elementos que decoran la fachada están cargados de significado simbólico y se pueden interpretar de varias maneras (ver también la galería a continuación). Una característica notable es el gran medallón en el capó del nicho principal sobre la entrada. Este medallón epigráfico está perforado en forma de rejilla, único en el repertorio decorativo de las fachadas arquitectónicas de El Cairo. “Mahoma y Alí” ocupan el centro del medallón rodeado por una inscripción coránica. La inscripción coránica alrededor del medallón comienza en el lado inferior derecho y dice:
“En el nombre de Alá, el Compasivo, el Misericordioso, oh pueblo de la casa [ ahl al-bayt ], Dios solo desea apartarte de la abominación y purificarte con la limpieza”.
Los fatimíes interpretan específicamente esta inscripción coránica como una referencia a ellos mismos, usándola como una declaración de legitimidad y manifestación de la ideología chiita. Las últimas palabras de las inscripciones están apretadas y colocadas en una nueva línea, lo que indica que se calculó mal la relación entre el espacio y las palabras.
La fachada se divide en una variación de huecos: algunos, como el nicho principal sobre la entrada, tienen una campana de concha festoneada con un medallón en el centro, mientras que otros, como los nichos que flanquean el nicho de la entrada principal, tienen paneles planos de muqarnas. La esquina biselada izquierda, coronada por un nicho de muqarnas con los nombres de Mahoma y Alí, fue diseñada para facilitar el tráfico al doblar la esquina, otra característica única de El Cairo.
La combinación de Mahoma y Alíes aún más prominente en la decoración de la mitad izquierda de la fachada, aquí el nombre de Alí está en el centro y rodeado por cinco Mahoma vinculados. La fachada extravagantemente decorada es lo que hace de esta mezquita el principal monumento arquitectónico de su tiempo. Es importante señalar que el lado derecho del portal fue posteriormente cubierto por otro edificio y su estado actual es una restauración y reconstrucción moderna por parte de los Bohras Daudíes, de ahí el color de la piedra más clara y textura más suave en comparación con la mampostería original del resto de la fachada.
Otras imágenes talladas ofrecen símbolos más abstractos. A la izquierda de la fachada, hay una reja de ventana enmarcada por un arco que descansa sobre dos pequeñas columnas con la profesión de fe musulmana arriba y rondas llenando las enjutas con los nombres de Mahoma y Alí. La rejilla está formada por una estrella radiante de seis puntas con una lámpara colgando en el centro. Una afirmación académica sostiene que esta ventana representa un mihrab (nicho de oración), similar a un mihrab de estuco plano que se encuentra en la mezquita de Ibn Tulun; sin embargo, el mihrab mencionado tiene una estrella colgando de una cadena y no una lámpara. Un argumento más plausible propuesto por otro erudito es que la ventana representa un shubbāk, la rejilla desde la que el califa se apareció al público en ocasiones ceremoniales fatimíes, simbolizando específicamente una reja famosa tomada por los fatimíes del palacio de sus rivales abasíes en Bagdad y colocado como emblema de la victoria en el palacio vecino.
Cerca de la ventana enrejada, en el mismo lado de la fachada, hay paneles tallados que representan puertas. Una posible interpretación de las puertas es en referencia al famoso hadiz chiita: "Yo soy la ciudad del conocimiento y Alí es su puerta". Los paneles tallados también podrían tener una interpretación política más que religiosa, representando las puertas de la corte del califa (Bab al-Majlis) en relación con el papel oficial del fundador de la mezquita, al-Ma'mun al-Bata'ihi, como amo de la puerta (Sahib al-Bab ); simbolizando así la función del visir fatimí de gobernar quién tenía acceso al califa.
 

Por último, la inscripción de la cimentación principal de la mezquita se extiende a lo largo de la parte superior de la fachada, directamente debajo de la cornisa del edificio. Falta gran parte de la inscripción, pero lo que aún sobrevive menciona al califa reinante al-Amir, su padre al-Mustaʿli y el visir al-Bata'ihi. Se traduce de la siguiente manera:
(Basmala, ha ordenado su construcción ... el sirviente de nuestro señor y amo el imam al-Amir bi-ahkam Allah el hijo del imam al-Musta'li) Bi'llah, comandante de los fieles, que las oraciones de Dios sean sobre ellos y sobre sus ascendientes puros y honorables, y sus descendientes piadosos, que buscan el favor de Dios, el Rey, el Generoso... Oh Dios, da la victoria a los ejércitos del imán al-Amir bi-ahkam Allah, comandante de los fieles, sobre todos los infieles (els ..... el señor más noble, al-Ma'mun amir de los ejércitos, espada del Islam, defensor del imán), protector de los jueces de los musulmanes y director de los misioneros de los creyentes, Abu 'Abd Allah Muhammad (siervo de) al-Amir, que Dios fortalezca la religión para él, que haga goce de larga vida el Comandante de los fieles, que perpetúe su poder y eleve su palabra, en el año 519 [1125-6]
El nombre del padre del califa reinante, al-Mustaʿli, se coloca en el centro del friso de inscripción sobre la puerta de entrada para una máxima exposición. Mientras que las inscripciones de la banda superior están talladas en relieve con letras floridas, la banda inferior de inscripciones es sencilla, de tamaño relativamente pequeño con letras planas y un tallo florido en el fondo.

### Minarete
El minarete fue agregado más tarde por el emir mameluco Yalbugha al-Salimi como parte de sus restauraciones en 1393 o 1397. Solo sobrevive la parte inferior del minarete de al-Salimi, que está construida con ladrillos cubiertos de estuco, rematados con muqarnas de piedra, molduras convexas en la parte inferior y una banda de arabescos tallados interrumpidos por protuberancias caladas en el medio. La parte superior del minarete de al-Salimi cayó en 1412 y fue reemplazada por un remate cilíndrico muy probablemente durante el período otomano.

## Galería

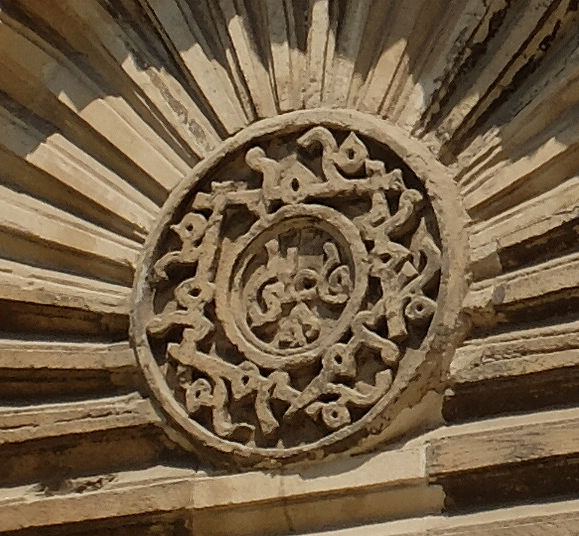
Inscripción del nombre 'Muhammad' encadenado 5 veces y Ali en el medio en el ala izquierda de la fachada de la mezquita.
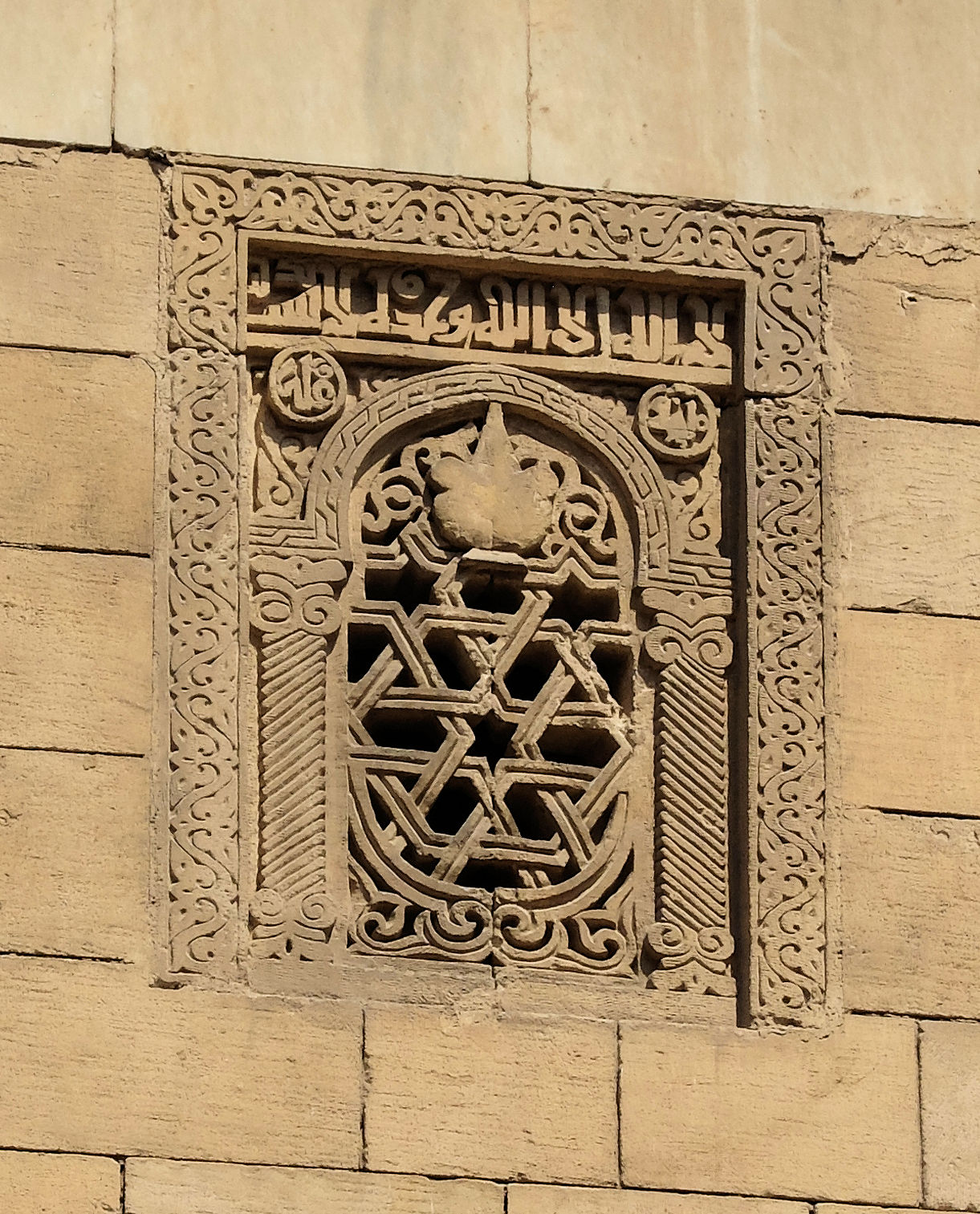
Phanus (lámpara fatimí) en piedra en la mitad derecha (reconstruida) de la fachada.
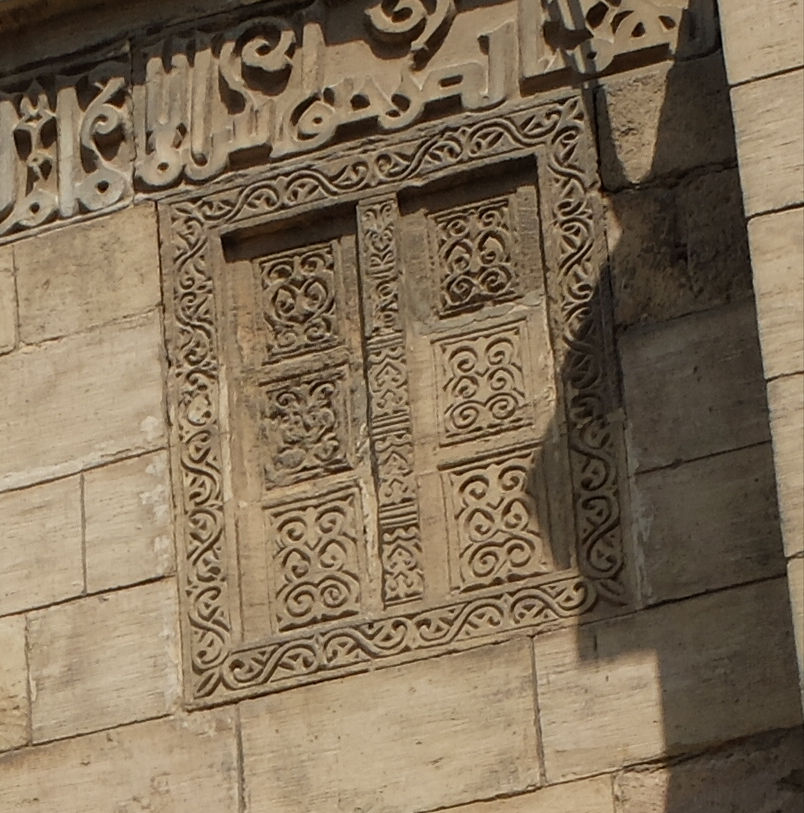
Imagen tallada de puertas, en la mitad izquierda de la fachada.
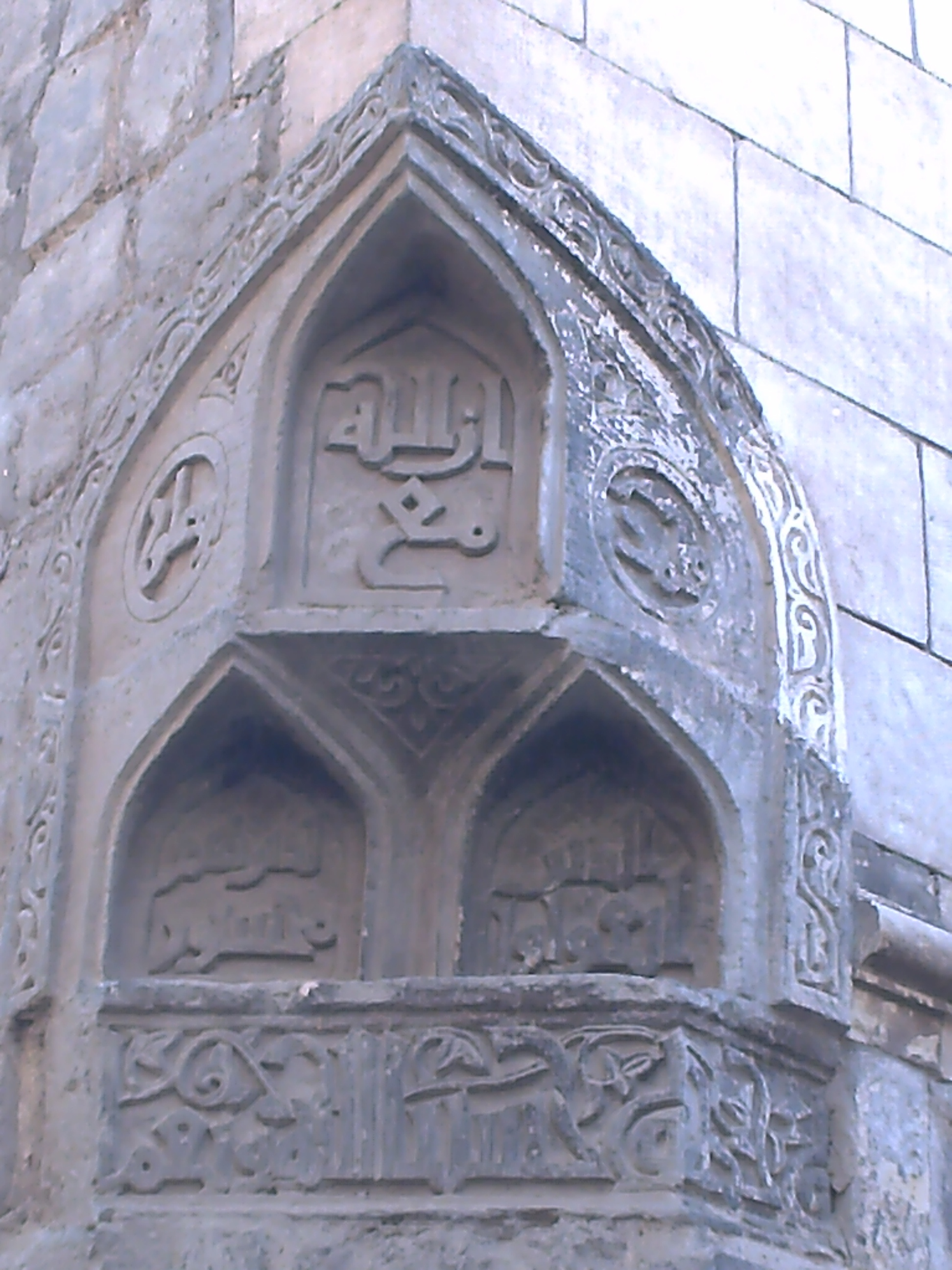
Esquina biselada o biselada de la mezquita con tres nichos de mocárabes
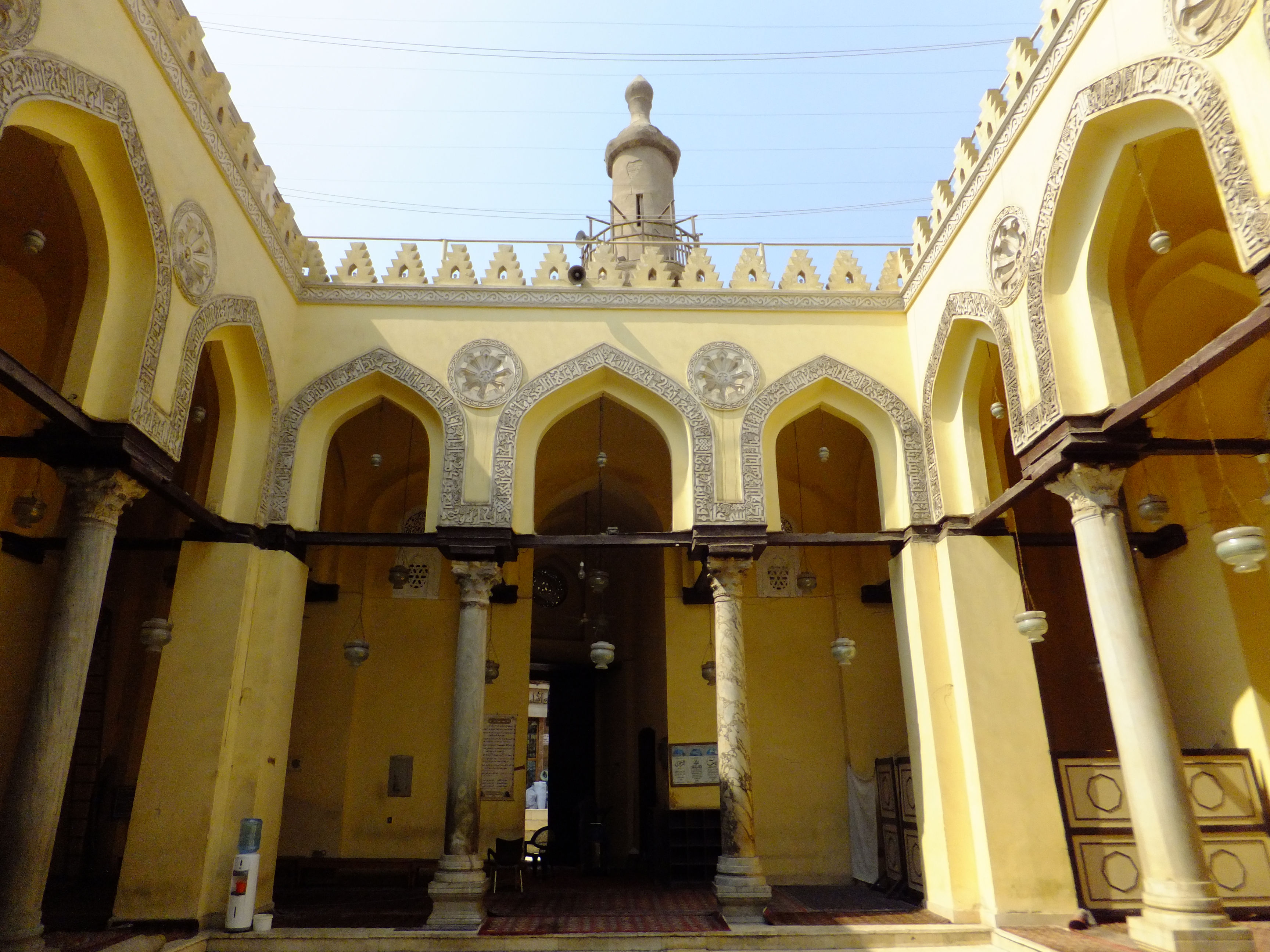
Patio interior reformado, mirando hacia el minarete. Las inscripciones cúficas a lo largo de los arcos datan de la construcción original.
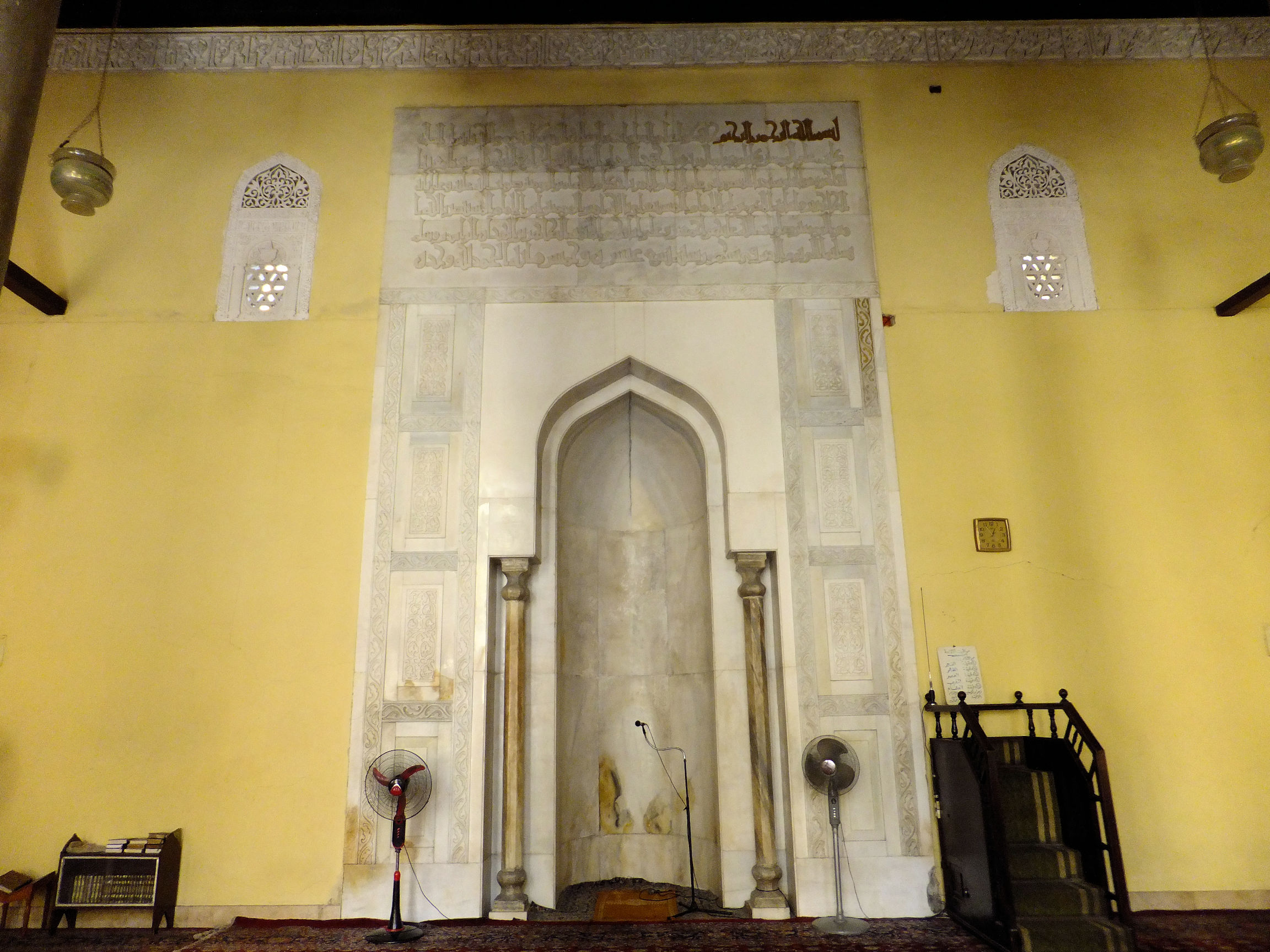
Mihrab e interior de mármol renovados.
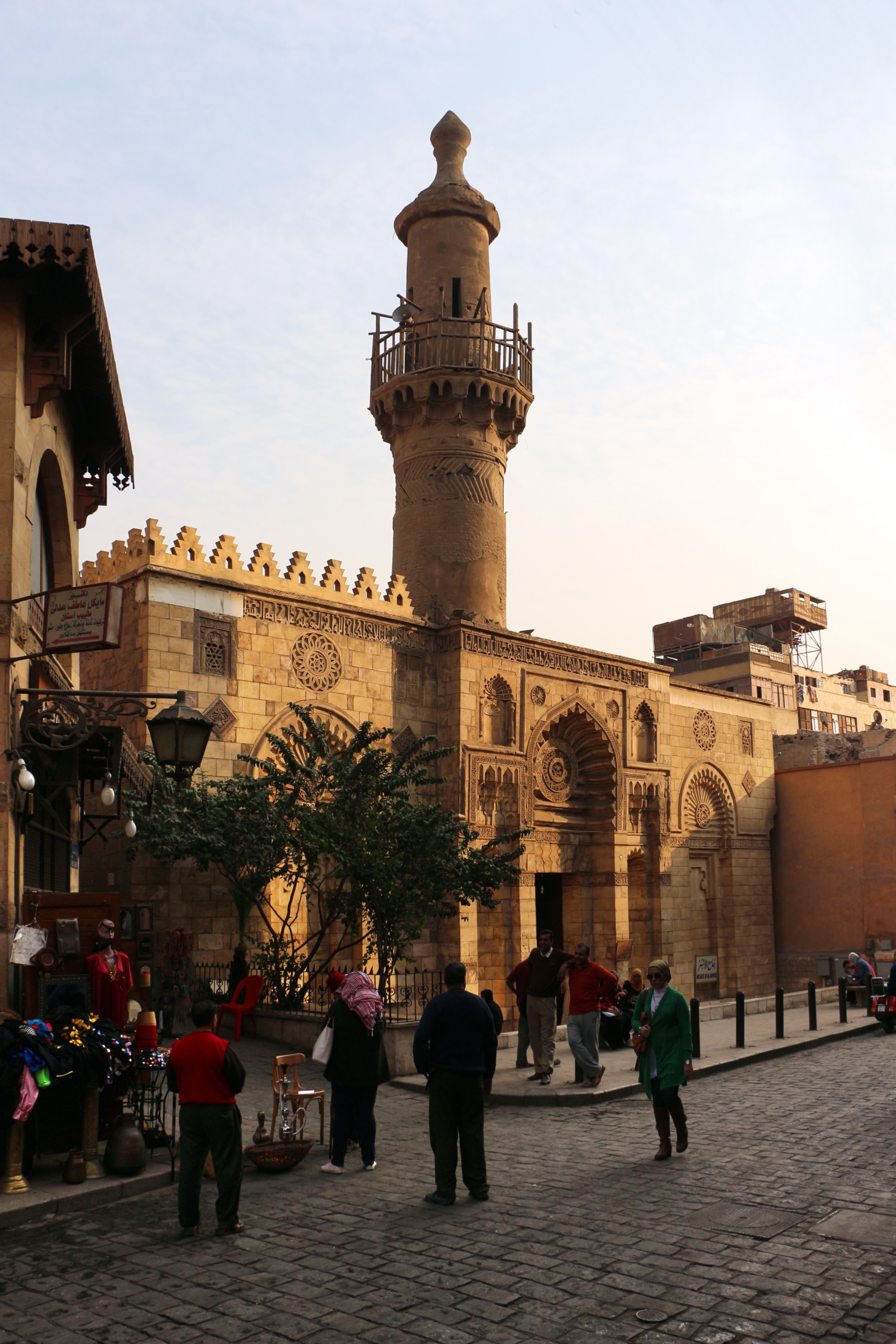
Vista general de la mezquita, desde la calle.